# Pacto Climático de Glasgow
El Pacto Climático de Glasgow es un acuerdo alcanzado en la Conferencia de las Naciones Unidas sobre el Cambio Climático de 2021 (COP26).
El pacto es el primer acuerdo climático que planea explícitamente reducir el uso de carbón. Un compromiso para "eliminar gradualmente" el carbón fue cambiado por "reducir gradualmente" al final de la negociación, en consideración a las economías de India y China y otros países que dependen del carbón.

## Desarrollo
Los principales elementos del pacto fueron:
- Un acuerdo para revisar los planes de reducción de emisiones en 2022 con el fin de tratar de mantener alcanzable el objetivo del Acuerdo de París de 1,5 °C
- La primera inclusión de un compromiso para limitar ("reducir gradualmente") el uso de carbón sin disminuir (de esta redacción se deduce implícitamente que utilizar carbón con "reducción" (emisiones netas cero), por ejemplo, neutralizando el dióxido de carbono. Sin embargo, esta captura y almacenamiento de carbono es demasiado costosa para la mayoría de las centrales eléctricas de carbón.[5]
- Un compromiso con el financiamiento climático para los países en desarrollo.[2]

## Compromisos
El número de países que se comprometieron a alcanzar cero emisiones netas superó los 140. Este objetivo incluye el 90% de las emisiones globales actuales de gases de efecto invernadero.
Más de 100 países, incluido Brasil, se comprometieron a revertir la deforestación para 2030.
Más de 40 países se comprometieron a alejarse del carbón.
India prometió obtener la mitad de su requerimiento de energía desde fuentes renovables para 2030.
Los gobiernos de 24 países desarrollados y un grupo de importantes fabricantes de automóviles, incluyendo GM, Ford, Volvo, BYD, Jaguar Land Rover y Mercedes-Benz, se comprometieron a "trabajar para que todas las ventas de automóviles y furgonetas nuevos sean cero emisiones a nivel mundial para 2040, y a más tardar en 2035 en los principales mercados". Las principales naciones fabricantes de automóviles como Estados Unidos, Alemania, China, Japón y Corea del Sur, así como Volkswagen, Toyota, Peugeot, Honda, Nissan y Hyundai, no se comprometieron.

## Recepción
La entonces secretaria ejecutiva de la Convención Marco de las Naciones Unidas sobre Cambio Climático, Patricia Espinosa, dijo que no estaba contenta con el cambio de lenguaje de último minuto afirmado por miembros de las partes india y china, pero dijo que "ningún acuerdo fue el peor resultado posible ahí. Nadie gana”, afirmando que estaba satisfecha con el trato en general. “Hubiéramos preferido una declaración muy clara sobre la eliminación gradual del carbón y (la) eliminación de los subsidios a los combustibles fósiles”, dijo Espinosa, pero explicó que comprende las necesidades de la India.